# Kepler (cratera marciana)
A cratera Kepler é uma cratera no quadrângulo de Eridania em Marte. Localizada a 46.8° S, 140.9° E, Kepler possui 233 km de diâmetro e recebeu este nome em 1973, em honra ao astrônomo Johannes Kepler. Em 25 de março de 2006 uma seção do leito de Kepler foi fotografada pela câmera HiRISE a bordo da Mars Reconnaissance Orbiter.